# Entorno subacuático

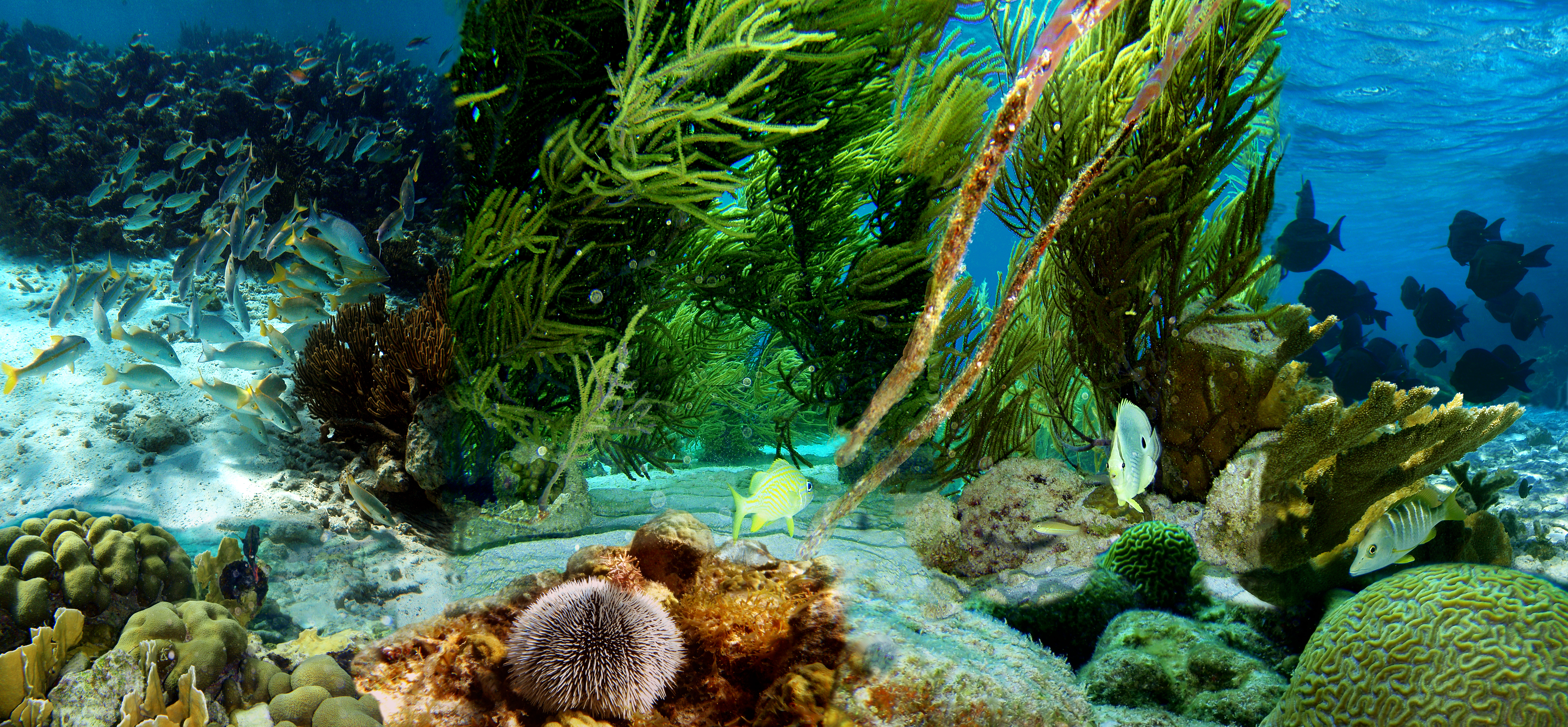
La vida submarina en un arrecife de coral llano frente al islote Klein Bonaire en el Mar Caribe

El entorno subacuático se refiere a la región debajo de la superficie del agua líquida e inmersa en una característica natural o artificial (llamada cuerpo de agua), como un océano, mar, lago, estanque, embalse, río, canal o acuífero. Algunas características del entorno submarino son universales, pero muchas dependen de la situación local.
El agua líquida ha estado presente en la Tierra durante la mayor parte de la historia del planeta. Se cree que el entorno submarino es el lugar de origen de la vida en la Tierra, y sigue siendo la región ecológica más crítica para el sustento de la vida y el hábitat natural de la mayoría de los organismos vivos. Varias ramas de la ciencia se dedican al estudio de este entorno o partes o aspectos específicos del mismo.
Una serie de actividades humanas se llevan a cabo en las partes más accesibles del entorno submarino. Estos incluyen investigación, buceo bajo el agua para trabajo o recreación, y guerra submarina con submarinos. Sin embargo, el entorno submarino es hostil a los humanos de muchas maneras y a menudo inaccesible, y por lo tanto relativamente poco explorado

## Extensión

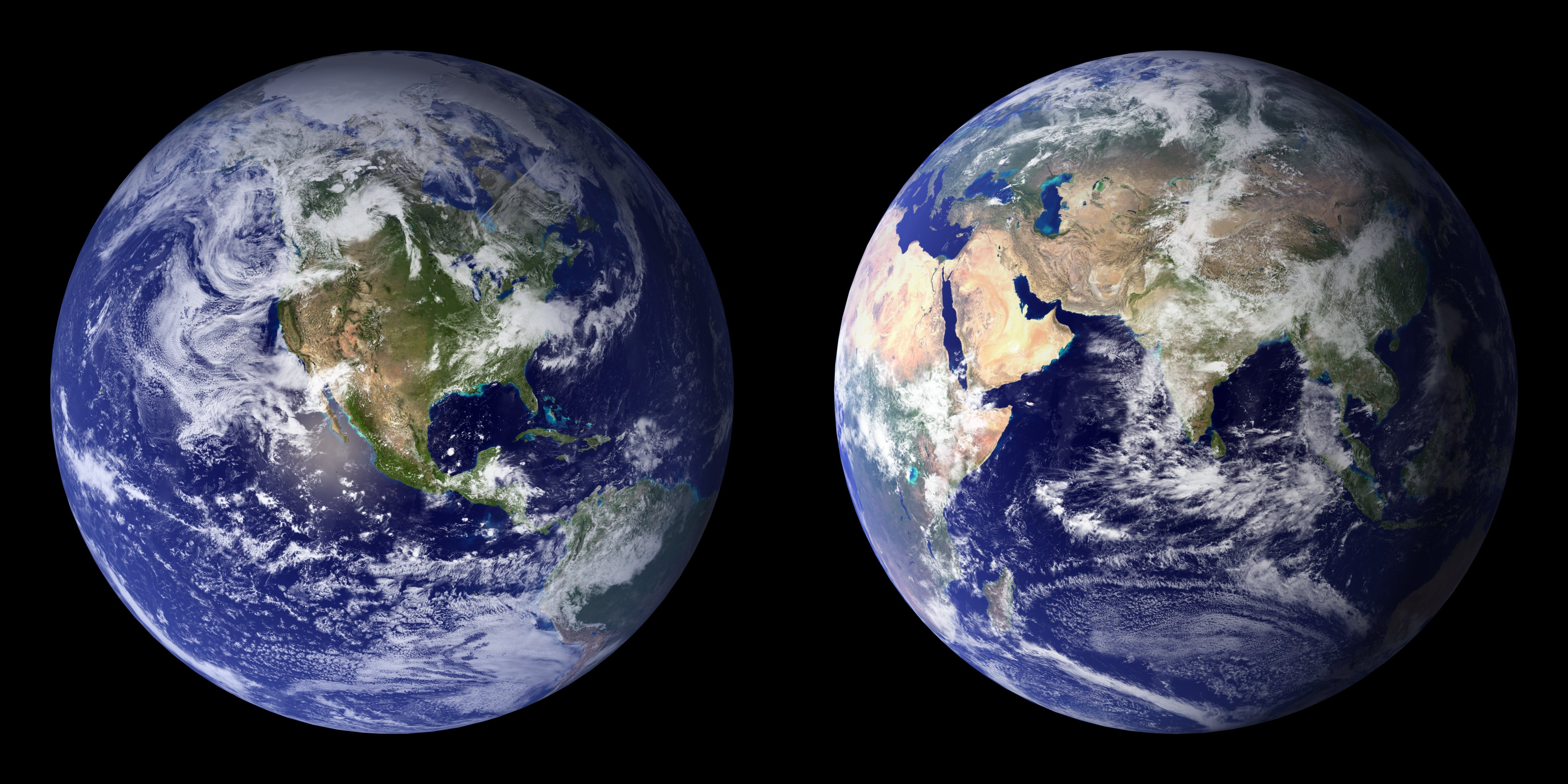
El océano mundial es la parte más visible de la Tierra desde el espacio

Tres cuartos del planeta Tierra están cubiertos por agua. La mayor parte de la superficie sólida del planeta está formando la llanura abisal, a profundidades entre 4000 metros (13 123,4 pies) y 5500 metros (18 044,6 pies) debajo de la superficie de los océanos. La ubicación de la superficie sólida en el planeta más cercano al centro del geoide es el  Challenger Deep, en la fosa Mariana Trench a una profundidad de 10,924 metros (35,8 pies). Hay una parte más pequeña de la superficie cubierta por cuerpos de agua dulce y un gran volumen de agua subterránea en acuíferos. El ambiente submarino es hostil a los humanos de muchas maneras y, por lo tanto, poco explorado. Puede ser mapeado por sonar, o más directamente explorado a través de tripulación, operado remotamente o autónomo sumergibles. Los fondos oceánicos han sido inspeccionados por sonar con al menos una resolución aproximada; Las áreas particularmente estratégicas se han mapeado en detalle, para ayudar a navegar y detectar submarinos, aunque los mapas resultantes pueden clasificarse.

## Galería

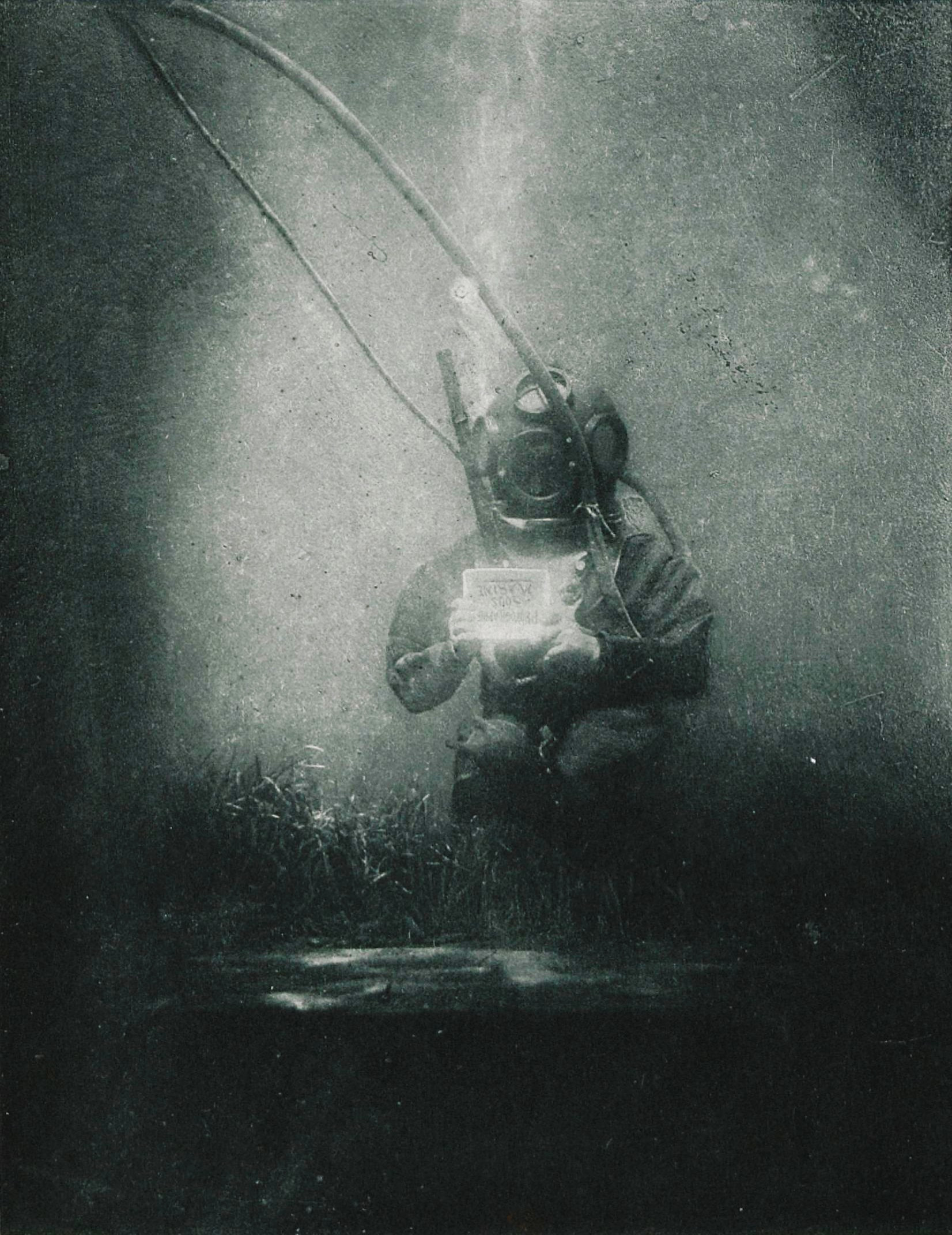
Submarinista Emil Racovitza sen 1899 por Louis Boutan en el Observatorio de Oceanografía de Banyuls-sur-Mer, en Francia.
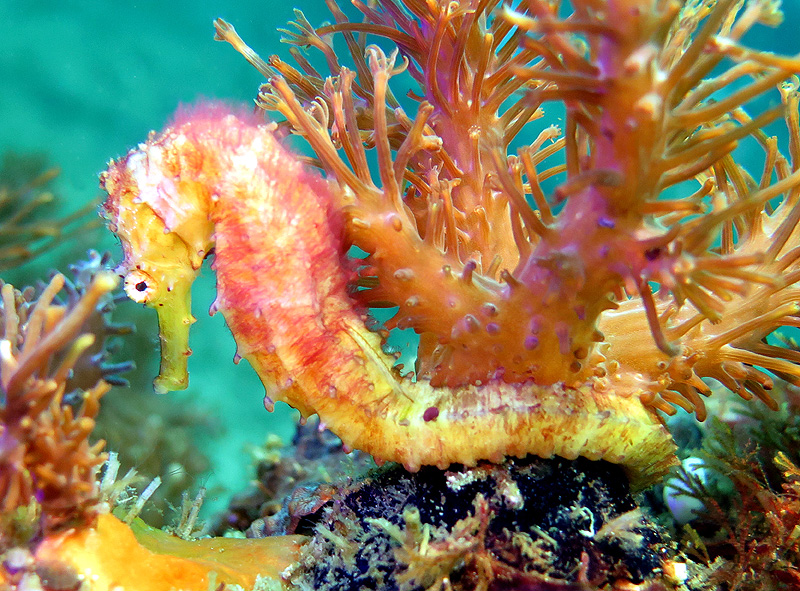
Macrofotografía subacuática de un hippocampus.
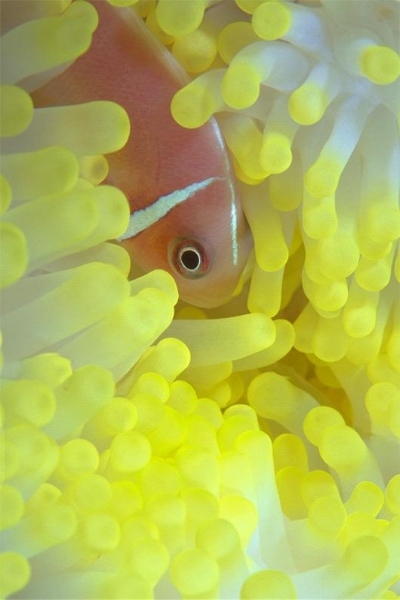
Macrofotografia subacuática de un pez payaso rosa protegiéndose entre los tentáculos de una anémona.
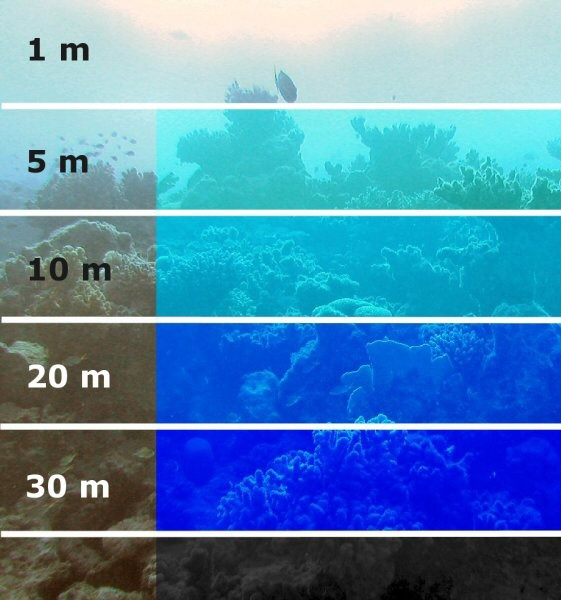
Disminución de la intensidad luminosa por efecto del aumento de profundidad.